# Andreeva
L'isola Andreeva o isola di Andreev (in russo: остров Андреева, ostrov Andreeva) è una delle isole Medvež’i, un gruppo di 6 isole nel mare della Siberia orientale, Russia. Amministrativamente appartiene al Nižnekolymskij ulus della Repubblica autonoma di Sacha-Jacuzia.

## Geografia
L'isola è situata nella parte centrale del gruppo a 68 km dalla terraferma. Si trova 2 km ad ovest dell'isola Puškarëva. Andreeva ha una forma ovale di 400 m di lunghezza e 300 m di larghezza; l'altezza massima è di 8 m.

## Storia
Andreeva ha preso il nome di Stepan Andreev (Степан Андреев), esperto di geodesia, che visitò e descrisse l'isola nel 1764. I suoi rilievi non del tutto precisi portarono poi all'organizzazione di una nuova spedizione (1769-1771) dei sottufficiali Ivan Leont'ev, Ivan Lysov e Aleksej Puškarëv.